# Luitgarda van Stolberg

Familiewapen
van Stolberg

Luitgarda van Stolberg ook bekend als Luitgarda van Stolberg-Gronsveld (ca. 1239-) erfvrouwe van Gronsveld was de dochter van Reinhard III van Stolberg-van Aken leenheer van Gronsveld 1255-1261 (ca. 1219 - na 1285) en Beatrix van Wassenberg (ca. 1222 - na 1261).
Zij trouwde ca. 1253 met Hendrik van Haasdal heer van Schaesberg en Gronsveld en raadsheer van St. Gerlach (ca. 1223- voor 1265). Hendrik was een zoon van Alard van Haasdal ministeriaal, heer van Haesdal 1232-1264 en raadsheer van St.Gerlach (ca. 1194-na 1264) en Agnes (ca. 1195-). Allard was op zijn beurt een kleinzoon van Hendrik van Wassenberg.
Hendrik van Haasdal (Heer te Schaesberg en Gronsveld was weduwnaar van Mechtildis van Rulant-Hozémont (ca. 1224-1252). Zij was een dochter van Frans van Rulant-Hozémont (ca. 1190-). Hij had uit zijn eerste huwelijk 3 kinderen: 1.) Gerard van Haasdal 2.) Alide van Haasdal (ca. 1248-) 3.) Elisabeth van Haasdal (ca. 1250-). Bij zijn eerste huwelijk krijgt hij in eigendom van zijn vader het hof te Krawinkel en de goederen te Munstergeleen. Na het overlijden van Luitgarda werd hij monnik in Godsdal bij Aubel. In Augustus 1253 schonk ridder Allard van Haasdal de goederen te Abshoven aan de abdij Godsdal van Val-deu (Aubel) en enige goederen te Glene gelegen mogelijk vanwege zijn dochter Elisabeth.
Uit het huwelijk van Luitgarda en Hendrik is geboren:
- Johan I (Jan) van Gronsveld ridder, heer van Gronsveld van 1282 tot 1326 (ca. 1256-1326)

Familiewapen van Stolberg
Familiewapen van Haasdal

Bronnen;
- J. CEYSSENS, Pastor von Dalhem, /A propos de Val-Dieu au XIIIe siècle, Notices historiques/, Extrait de /Leodium/, Liége 1913, S. 47-54.